# Vinfast
Vinfast är en vietnamesisk biltillverkare.
Vinfast ingår i Vingroup, som är landets största privata företagsgrupp och som sysslar med bland annat fastigheter, detaljhandel, utbildning, läkemedel, restauranger och nöjesparker. Företaget grundades 2017 av Pham Nhat Vuong.
Huvudkontoret ligger i Hanoi och fabriken i Hai Phong (på ön Cat Hai).
Bilformgivningen är framtagen i samarbete med italienska Pininfarina.

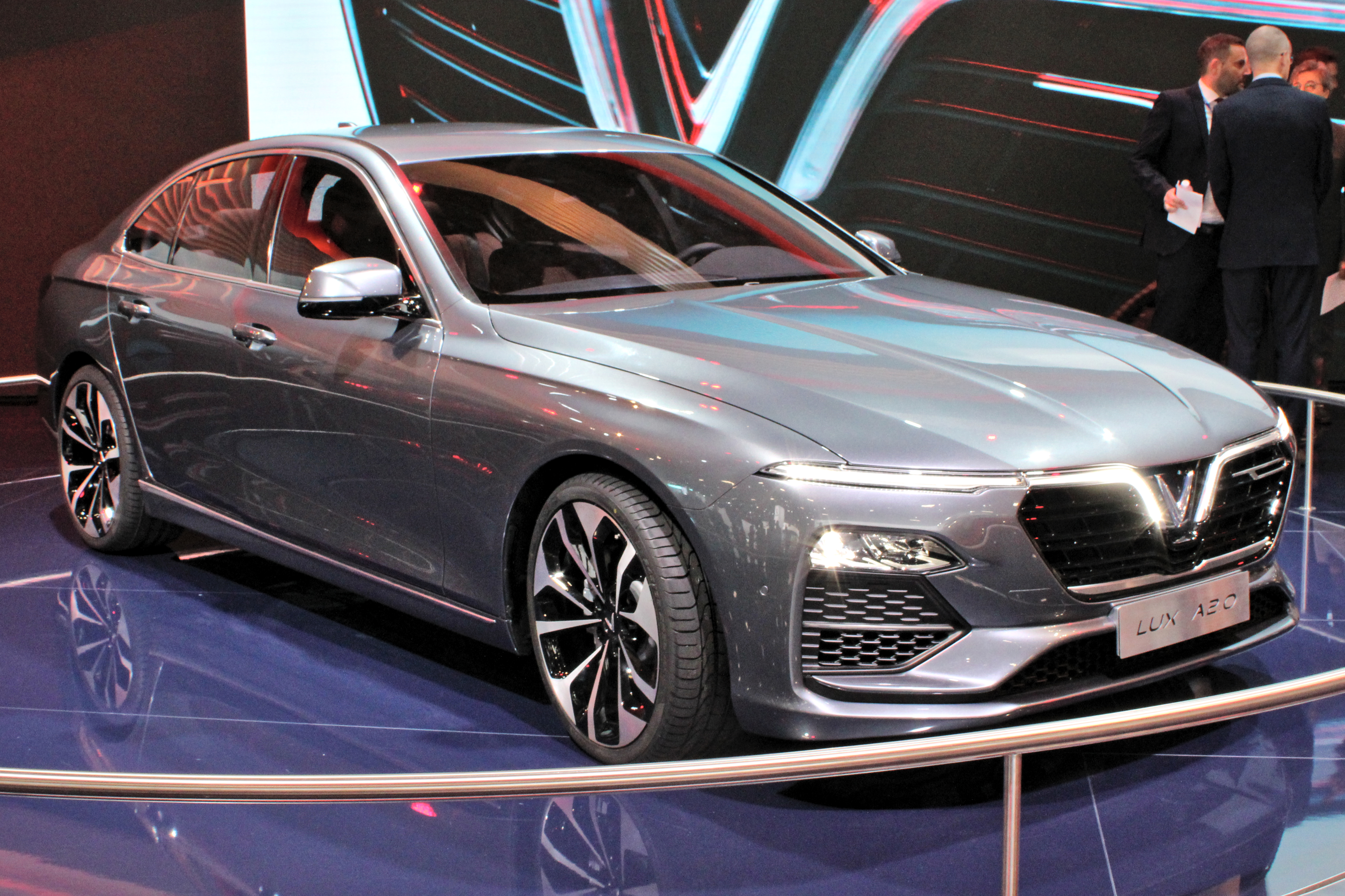
Vinfast Lux A2.0 baseras på BMW 5 Series (F10)

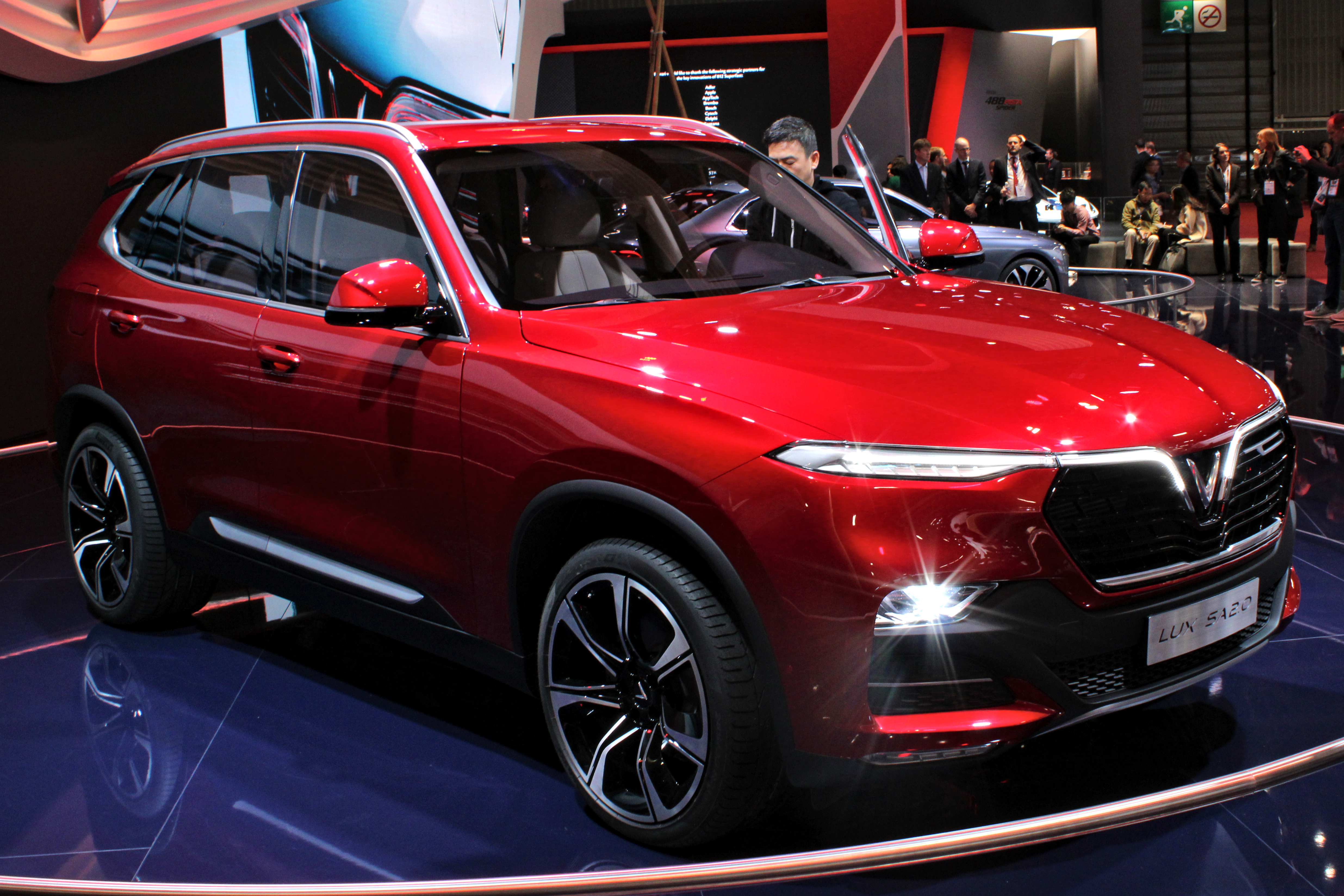
Vinfast Lux SA2.0 baseras på BMW X5 (F15)

Vinfast utvecklar även andra fordon som eldrivna skotrar, citybilar och bussar och har samarbete med bland annat BMW, Bosch, General Motors, LG och Siemens.
Bilarna introducerades på hemmamarknaden 2019. 